# Planchonella wakere
Planchonella wakere är en tvåhjärtbladig växtart som först beskrevs av Jean Armand Isidore Pancher och Hippolyte Sebert, och fick sitt nu gällande namn av Jean Baptiste Louis Pierre. Planchonella wakere ingår i släktet Planchonella och familjen Sapotaceae. Inga underarter finns listade i Catalogue of Life.